# Epidemia de peste en Malta de 1675-1676
La epidemia de peste de Malta de 1675-1676 fue una epidemia de peste (maltés: pesta) en la isla de Malta, entonces gobernada por la Orden de San Juan. Ocurrió entre diciembre de 1675 y agosto de 1676, y causó aproximadamente 11.300 muertes, lo que la convierte en la epidemia más mortífera en la historia de Malta. La mayoría de las muertes se dieron en las zonas urbanas, incluyendo La Valeta y las Tres Ciudades, que tuvieron una tasa de mortalidad de alrededor del 41%. En los asentamientos rurales, la tasa de mortalidad fue del 6,9%.
La causa exacta del brote sigue siendo incierta, pero la mercancía infectada del norte de África parece ser una fuente probable, ya que la enfermedad apareció por primera vez en la casa de un comerciante que tenía mercancías de Trípoli. La epidemia se propagó rápidamente y los esfuerzos para contenerla fueron pobres, en parte debido a desacuerdos sobre si la enfermedad era realmente peste o no. Finalmente se tomaron medidas estrictas y la epidemia disminuyó después de ocho meses.

## Contexto
En el momento del brote, Malta estaba gobernada por la Orden de San Juan. En 1592-93, una epidemia de peste mató a unas 3 000 personas, y hubo brotes más pequeños en 1623 y 1655.

## Epidemia

### Origen
La epidemia comenzó en la capital, La Valeta, el 24 de diciembre de 1675. Anna Bonnici, la hija de 11 años del comerciante Matteo Bonnici, enfermó y desarrolló hemorragias petequiales rojas y ganglios linfáticos agrandados, y murió el 28 de diciembre. Había sido examinada por el médico Giacomo Cassia, quien informó al protomedicus Domenico Sciberras del caso, pero no identificaron la enfermedad como la peste.
El origen de la enfermedad no es seguro. En ese momento, hubo afirmaciones de que la plaga llegó de un escuadrón de barcos ingleses que luchaba contra los piratas bárbaros, que visitaron Malta varias veces en 1675-76 antes y durante la epidemia. Es más probable que la enfermedad llegara con ratas infectadas junto con alguna mercancía. Ḥan Franḥisk Bonamico, que sobrevivió a la peste, escribió que entró en la isla en un cargamento de textiles de Trípoli que fue entregado a Bonnici.

### Avance

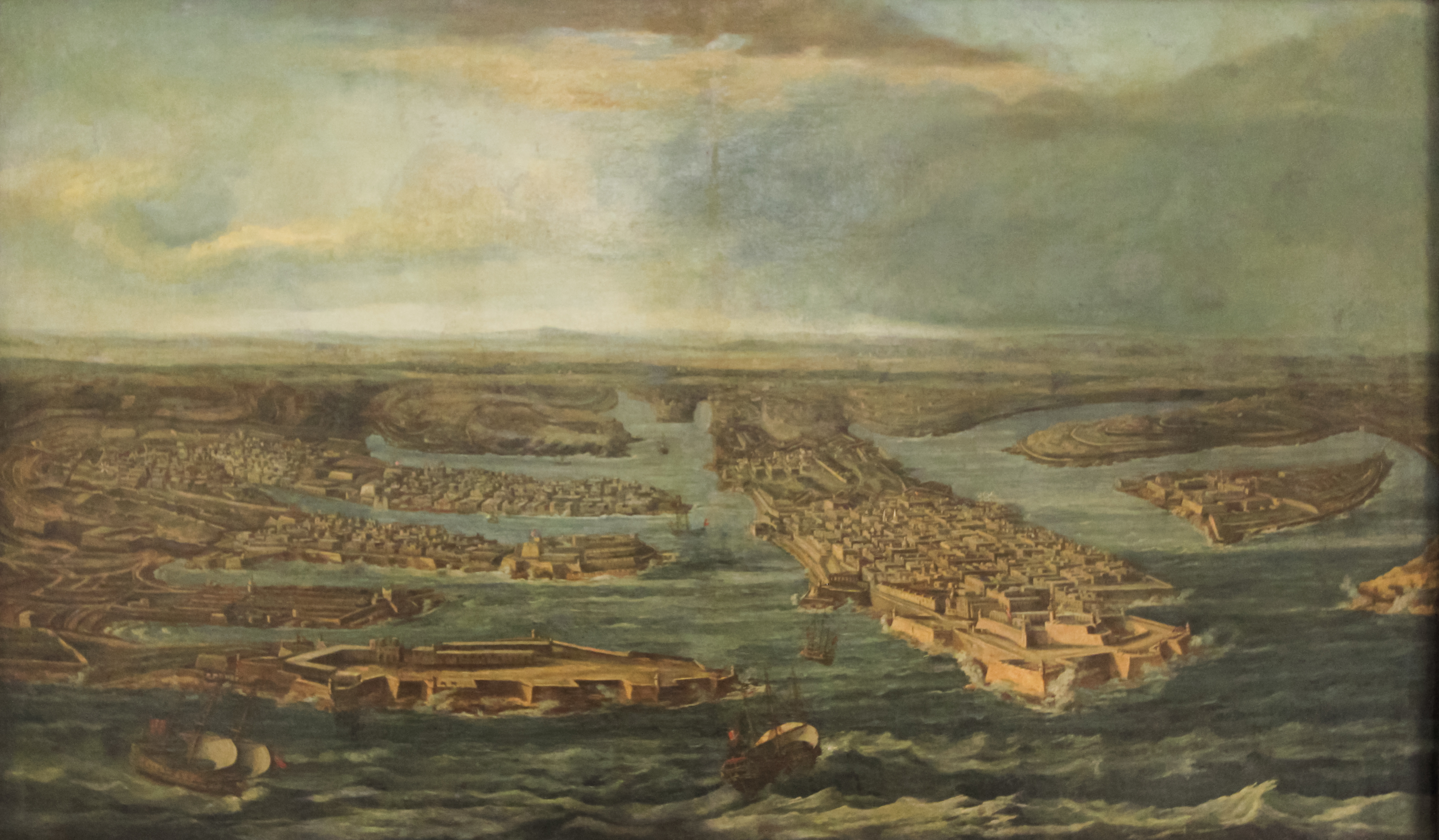
Pintura del del área urbana alrededor del Gran Puerto, que fue la zona más gravemente afectada por la epidemia de 1675-76

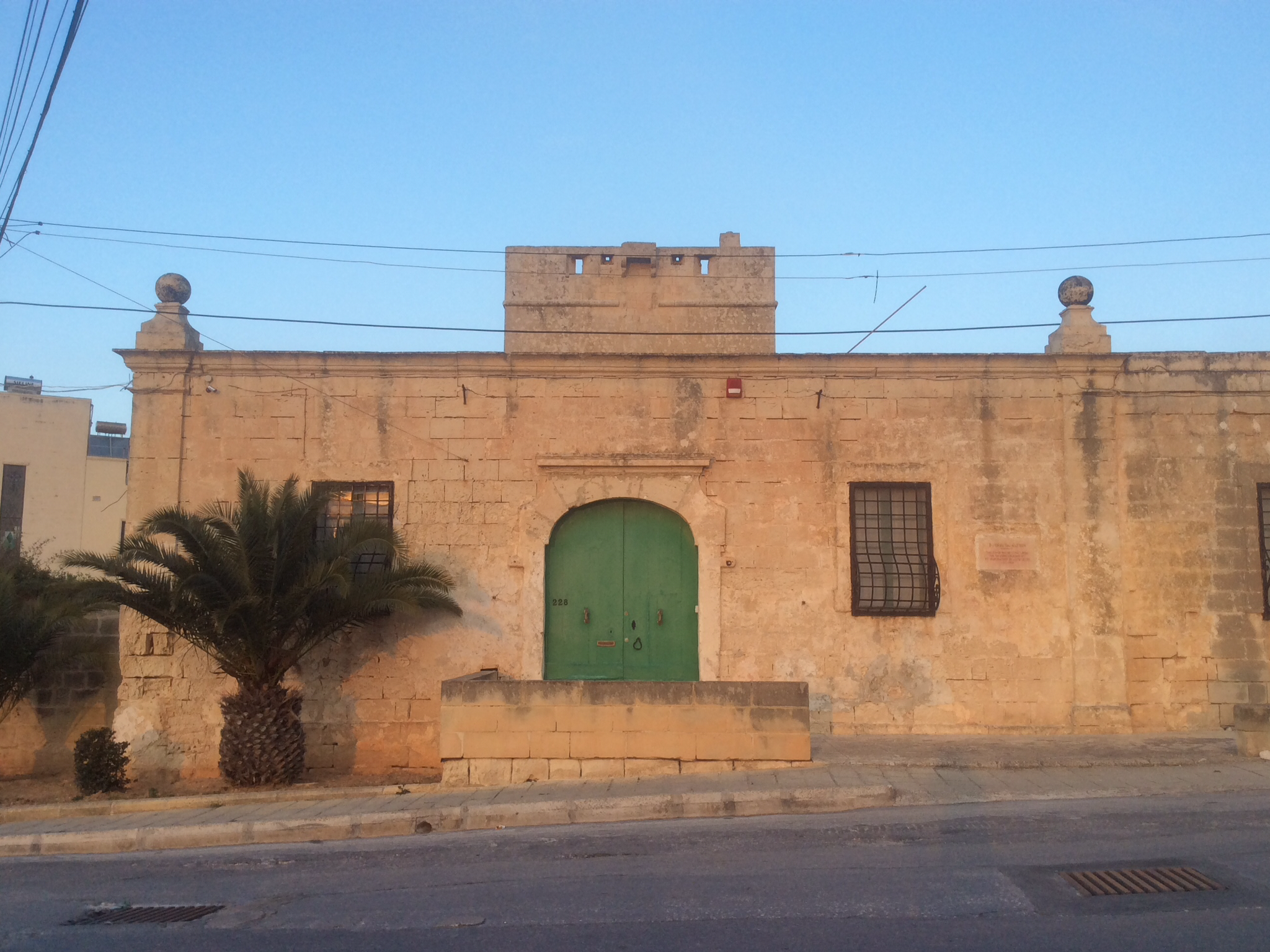
La Casa del Capitán en Naxxar fue utilizada como hospital de aislamiento.

El 10 de enero de 1676, su hermano Giacchino, de 2 años, murió y una esclava de su casa enfermó poco después, pero pudo recuperarse. La causa de estas muertes aún no fue identificada cuando otro miembro de la familia, Teresa, de 7 años, murió de síntomas similares el 13 de enero. Miembros de la familia Agius, familiares de los Bonnicis, también enfermaron y murieron, y esto levantó alarma y las autoridades cerraron las casas de las víctimas. Matteo Bonnici también contrajo la enfermedad y murió el 25 de enero.
Otros casos aparecieron en los días siguientes, y el 28 de enero las autoridades sanitarias celebraron una reunión secreta y concluyeron que la enfermedad era probablemente la peste. Los intentos de contener la epidemia comenzaron inmediatamente y todos los casos sospechosos fueron aislados, pero la enfermedad continuó propagándose rápidamente. Algunas personas entraron en pánico y abandonaron las ciudades hacia el campo, abandonaron la isla o se encerraron en sus hogares, pero hubo muchas otras que mantuvieron sus rutinas diarias, contribuyendo a la propagación de la enfermedad. Para el 2 de marzo, hubo 100 muertes.
La primera muerte fuera de La Valeta ocurrió el 8 de marzo en Attard. La enfermedad apareció en las Tres Ciudades, a partir de Senglea el 14 de febrero, seguida de Cospicua el 8 de marzo y Birgu el 11 de marzo. La epidemia continuó extendiéndose por las ciudades y pueblos rurales, incluyendo Birkirkara el 10 de marzo, Rabat el 11 de marzo y finalmente a Kirkop, Qrendi, Qormi, Balzan, Siḥḥiewi, Żebbuḥ y Żurrieq a finales de mes. En abril, la epidemia apareció en Lija, Tarxien, Luqa, Gḥargḥur, Naxxar y Mqabba, y en mayo apareció en Gudja, Żejtun y Mosta.
El curso de la epidemia fue algo variable y pasó por una serie de flujos y flujos, y se extendió extensamente por toda la isla principal de Malta en su apogeo, particularmente la zona urbana densamente poblada alrededor del Gran Puerto. La ciudad de Mdina, el pueblo de Safi y la isla de Gozo permanecieron libres de la enfermedad.

### Medidas de contención

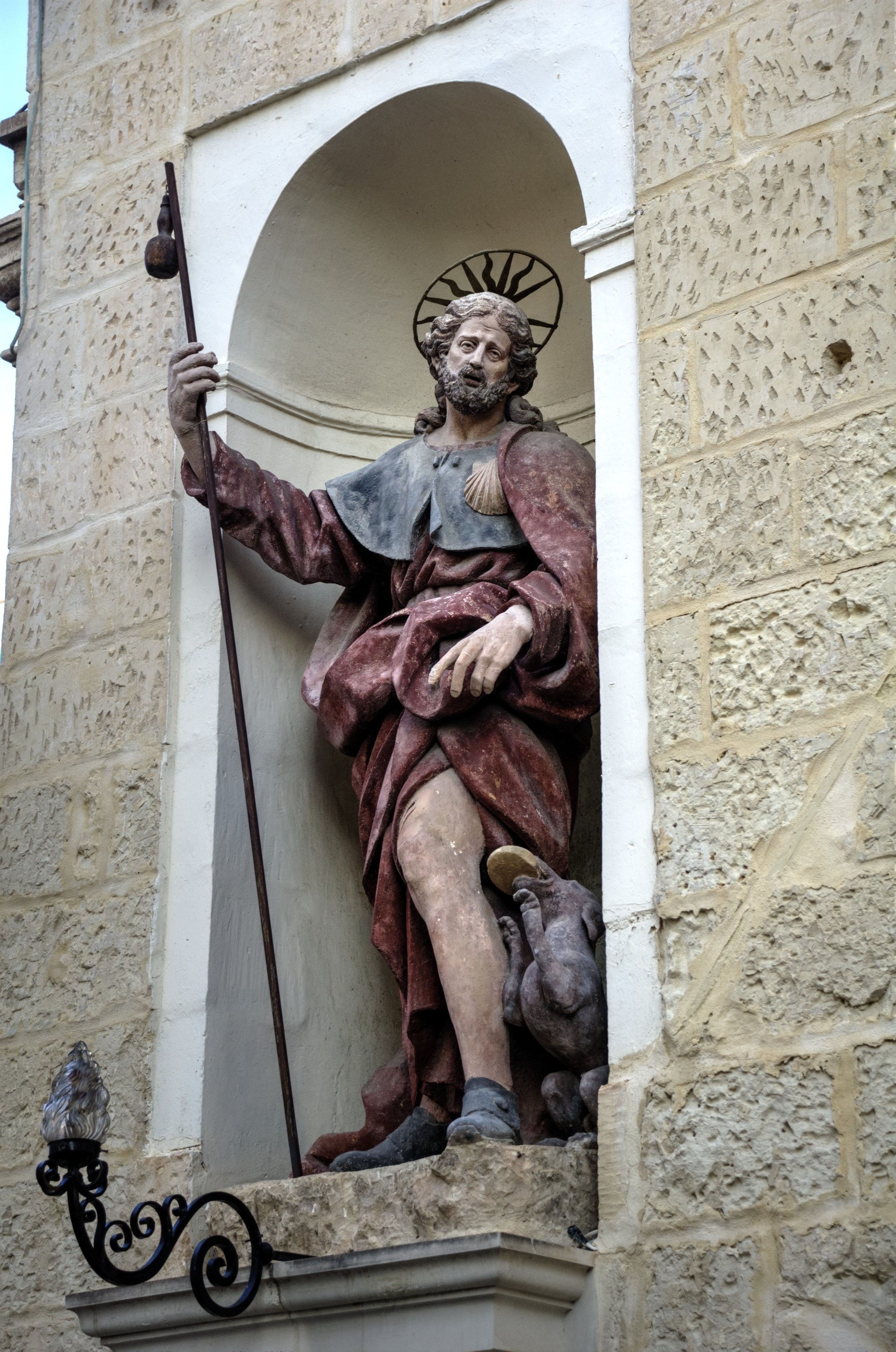
La capilla y estatua de San Roch en Birkirkara fueron construidas para acción de gracias, después de que la plaga pasó. La capilla sustituyó a una en ruinas anterior.

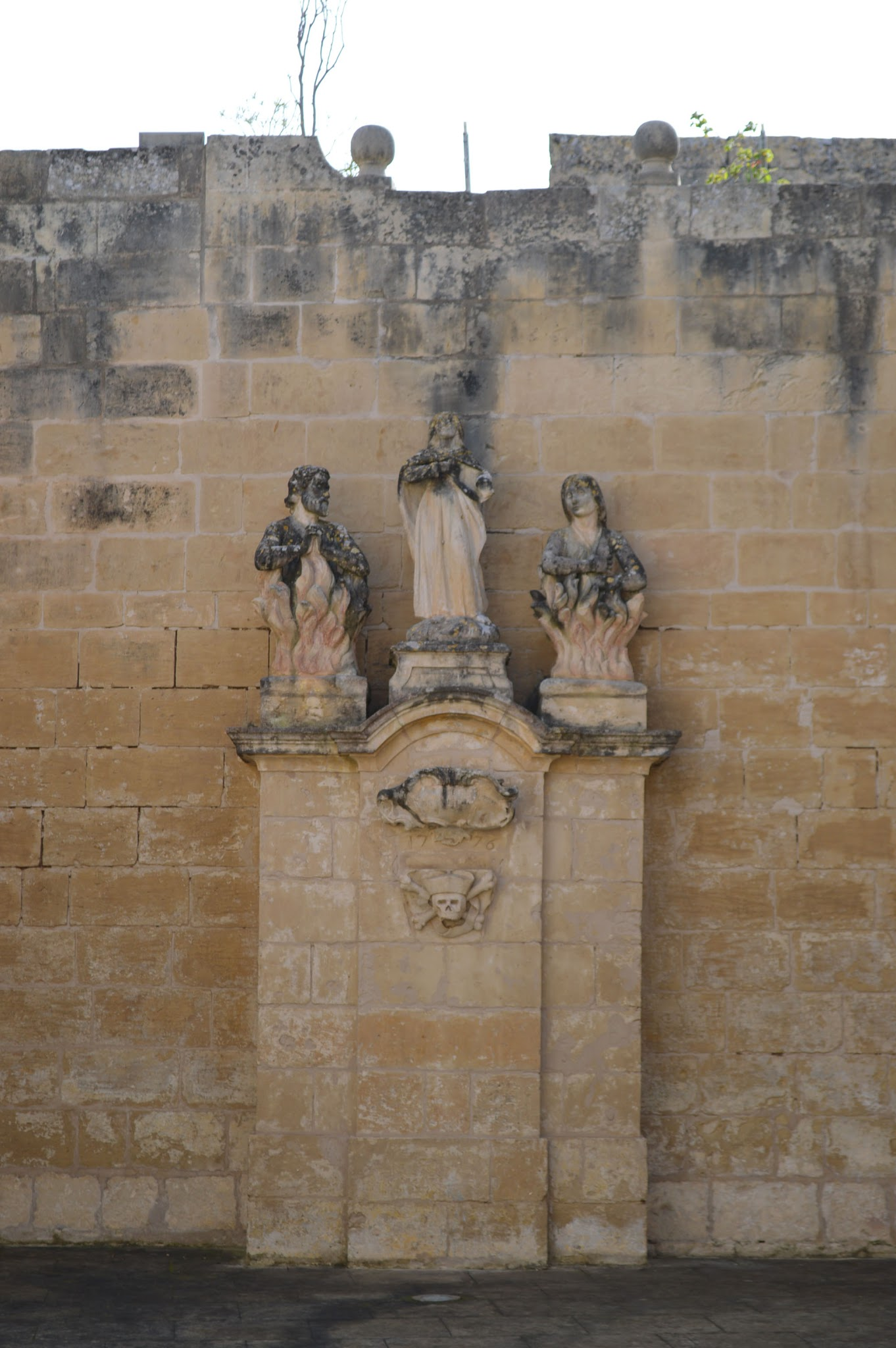
Monumento para las víctimas de la peste 1675-6 en Mqabba. La escultura es una representación típica de los cementerios de placas.

Las medidas iniciales para contener la epidemia eran ineficaces, en gran parte porque había desacuerdo sobre si la enfermedad era realmente peste. El 28 de enero de 1676, cuatro Caballeros Gran Cruz de la Orden de San Juan fueron nombrados Comisionados de Plagas y se les dio un poder ilimitado para proteger a la Orden y al público de la enfermedad. Dos condes y varios funcionarios de salud pública también fueron responsables de hacer frente al brote y de llevar a cabo las órdenes que les dieron los cuatro caballeros. Todos los casos sospechosos fueron transferidos al Lazzaretto en el Isolotto, y la mayoría de ellos murieron poco después.
Varios funcionarios de salud pública contrajeron la enfermedad y murieron, y a medida que la epidemia se extendió, el número de funcionarios se duplicó y se abrieron más hospitales de aislamiento. Se promulgaron severas sanciones, incluida la pena capital, contra aquellos que no reportaron casos a las autoridades, y tres hombres fueron ahorcados como ejemplo. Durante la epidemia, algunos que robaron artículos de casas pertenecientes a personas que habían muerto también fueron ahorcados.
El 26 de febrero, el Gran Maestro Nicolás Cotoner y el comité se reunieron y decidieron aumentar las medidas que se estaban tomando. El movimiento de personas estaba restringido desde el 24 de marzo, y todos los casos sospechosos estaban aislados. A los residentes de zonas de La Valeta con altas tasas de infección, incluyendo el Manderaggio, Arċipierku y French Street, se les prohibió salir de sus hogares y se les proporcionó comida. A los barberos se les dijo que no cortaran el cabello de las personas infectadas o de sus familiares. Cuando la enfermedad se extendió al campo, toda la isla fue declarada infectada, y se adoptaron medidas internacionales de cuarentena.
Algunas personas disputaron la causa de la enfermedad, y el médico Giuseppe del Cosso insistió en que no se trataba de una plaga, sino de una enfermedad maligna. Muchos hicieron su vida diaria como de costumbre, y se cree que este fue un factor que resultó en un número tan alto de muertes. Sólo después de que varios médicos europeos dieran su opinión de que era una plaga que se aplicaban estrictas medidas de contención, pero para entonces ya era demasiado tarde. A la gente se le prohibió reunirse en iglesias y hoteles y en espacios públicos al aire libre, se construyeron barricadas y los hospitales de aislamiento se ampliaron una vez más. La flota de la Orden estaba anclada en mar abierto por la noche, y se construyó un alojamiento temporal en Marsamxett para pacientes. Los fallecidos fueron enterrados en fosas comunes en lugares designados.
El 27 de abril, el Gran Maestro Cotoner y el Consejo de la Orden solicitaron ayuda al extranjero para ayudar a hacer frente a la epidemia. Cirujanos y médicos de Nápoles y Marsella llegaron a Malta en un mes, ya sea como voluntarios o bajo contratos pagados. Los casos confirmados y sospechosos en Fuerte de San Telmo fueron trasladados al Isolotto, y se proclamó un toque de queda general el 25 de mayo. Las casas fueron desinfectadas por profumatori.
El Gran Maestro Cotoner se comprometió a apoyar a las víctimas de la enfermedad, y dio limosna a los necesitados. También visitó tanto las zonas urbanas como las rurales afectadas por la plaga.
A mediados de abril, el Capitano della Verga de Mdina había cerrado la ciudad y logró evitar que la epidemia llegara a su población. Viajar a Gozo se desanimó, y la enfermedad no se extendió allí.

### Fin de la epidemia

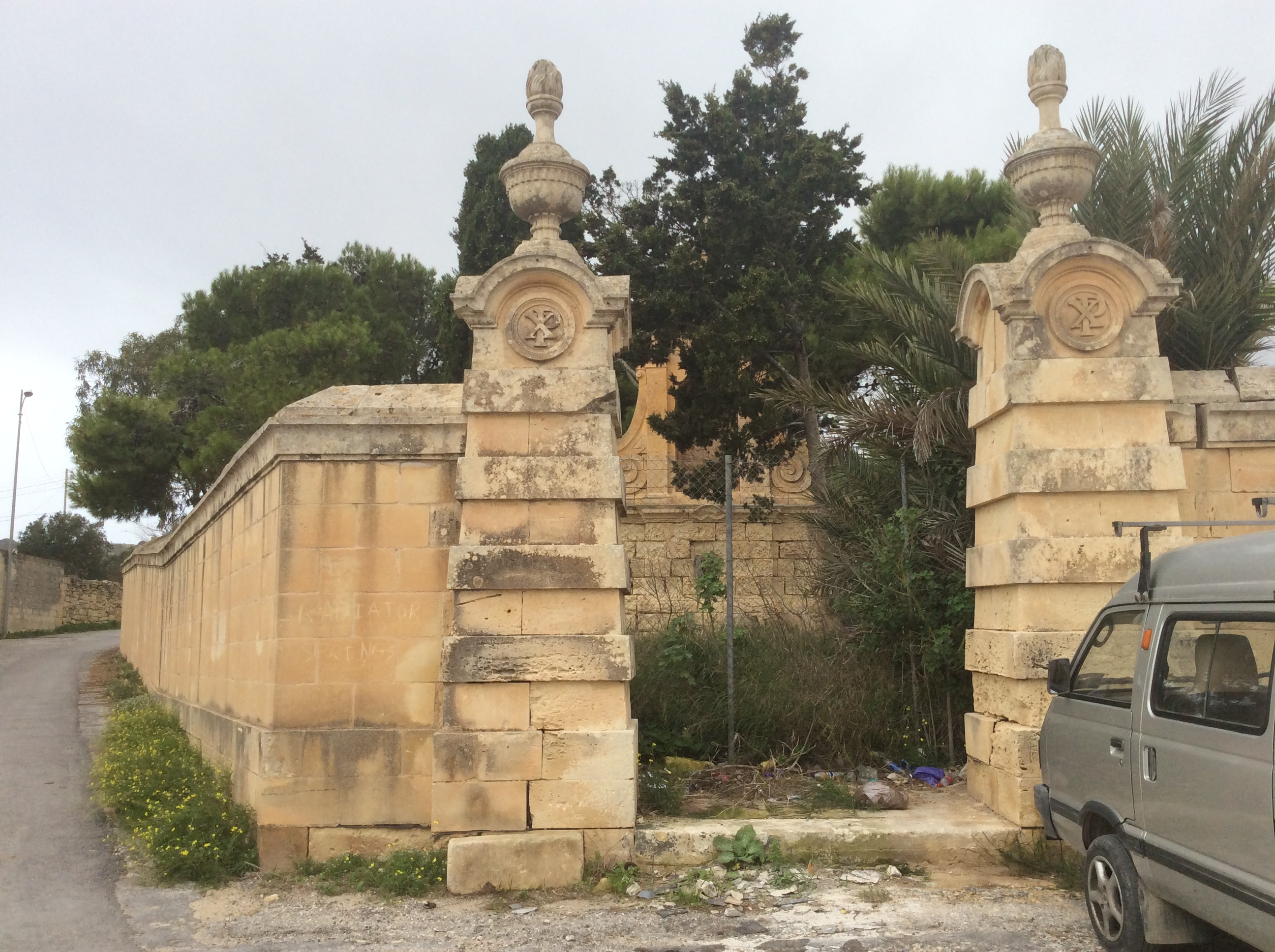
Cementerio de San Teodoro en Siggiewi, fue utilizado durante la epidemia.

El 14 de junio se llegó a la conclusión de que había suficientes suministros médicos en Malta, y las restricciones impuestas a ciertas zonas de la Valeta fueron levantadas dos días después. La plaga duró ocho meses, y retrocedió en agosto. La última muerte ocurrió el 30 de agosto en Ḥax-Xluq cerca de Siḥḥiewi. El 24 de septiembre de 1676, el fin de la epidemia se celebró con el despeje de barricadas, disparos de armas, el zumbido de campanas y procesiones.

## Transmisión y síntomas
La peste es causada por microbios en ratas, que se propagan a los seres humanos a través de pulgas infectadas de las ratas. Las pulgas también pueden transmitir la enfermedad entre las personas. La epidemia consistía principalmente en peste bubónica, pero algunos casos también eran neumónicos o septicémicos. Los síntomas incluían fiebre, dolores de cabeza y bubones.

## Impacto

### Número de muertos
La mayoría de las fuentes coinciden en que la epidemia mató a unas 11 300 personas de una población de unos 60 000 a 70 000. Los archivos de la Orden registran sólo 8 726 muertes, mientras que otras fuentes dan la cifra de muertos como 8 732 o estiman que ha sido entre 11 000 y 12 000. Esta cifra de muertos convierte la epidemia en el brote de peste más mortífero de Malta.
Alrededor de 9 000 de las 22 000 personas que vivían en ciudades murieron en la epidemia, lo que equivale al 41% de la población. De ellos, al menos 2 057 murieron en La Valeta, 1 885 en Senglea, 1 790 en Birgu y 1 320 en Cospicua. Algunas fuentes dan mayores cifras de muertes de 4 000, 2 000, 1 800 y 1 500 respectivamente para estas cuatro ciudades.
En los asentamientos rurales, unas 2 000 de unas 29 000 personas murieron, o el 6.9% de la población (una fuente da una cifra de muertos de sólo 200). Estas incluyen 309 muertes en Qormi, 270 en Żabbar, 169 en Żebbuḥ y 88 en Rabat.
Entre el clero, entre los muertos había una Gran Cruz de Caballero, otros 8 caballeros, 10 párrocos, 1 canónigo, otros 95 sacerdotes y 34 monjes. 10 médicos, 16 cirujanos y más de 1 000 asistentes al hospital también murieron en la peste.

### Cementerios

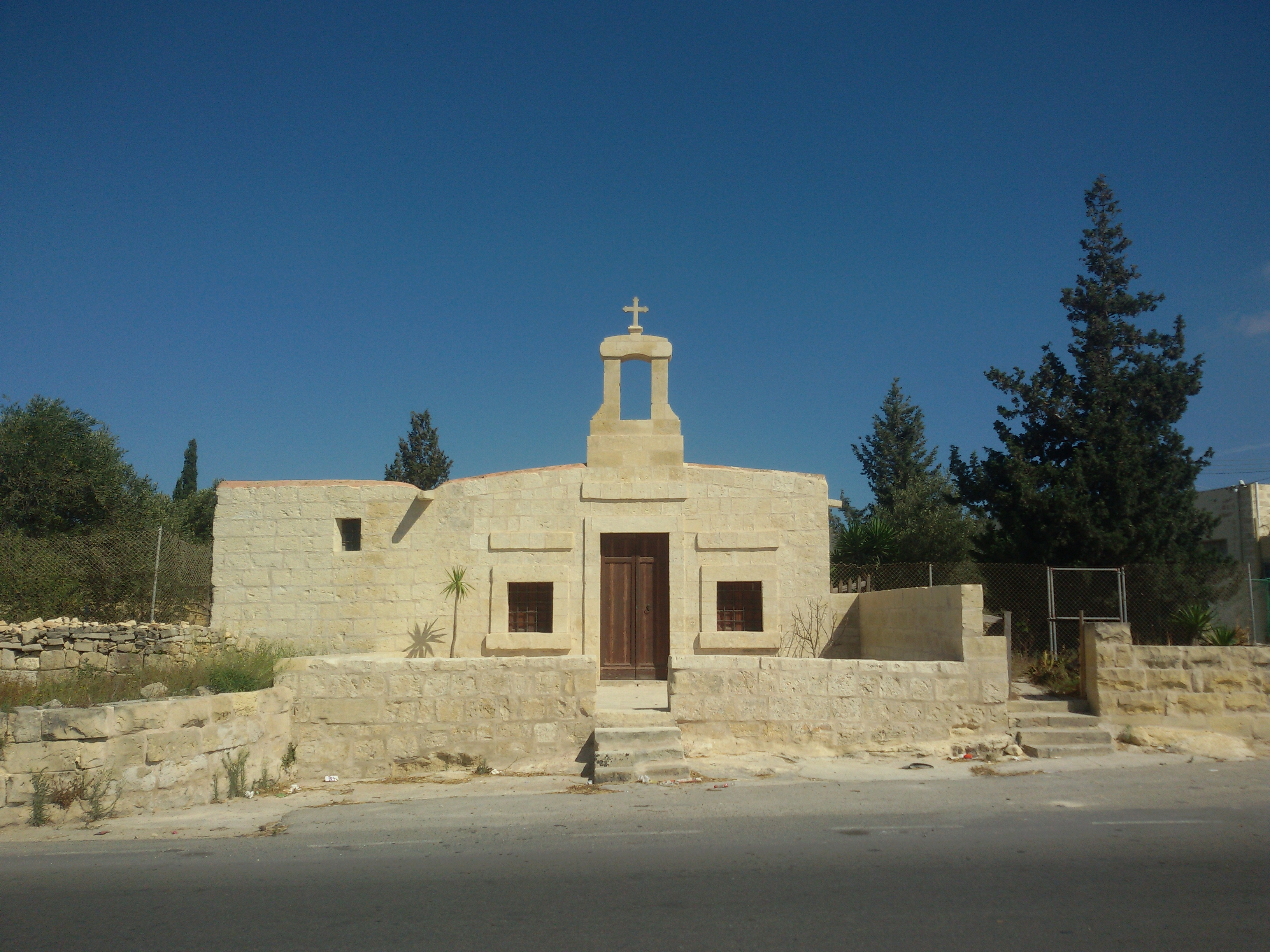
La Capilla de Santa Lucija tal-Barrani, en Gḥaxaq, se encuentra en el sitio de un cementerio de peste. El cementerio fue destruido cuando la carretera fue ampliada para el tráfico de vehículos en el.

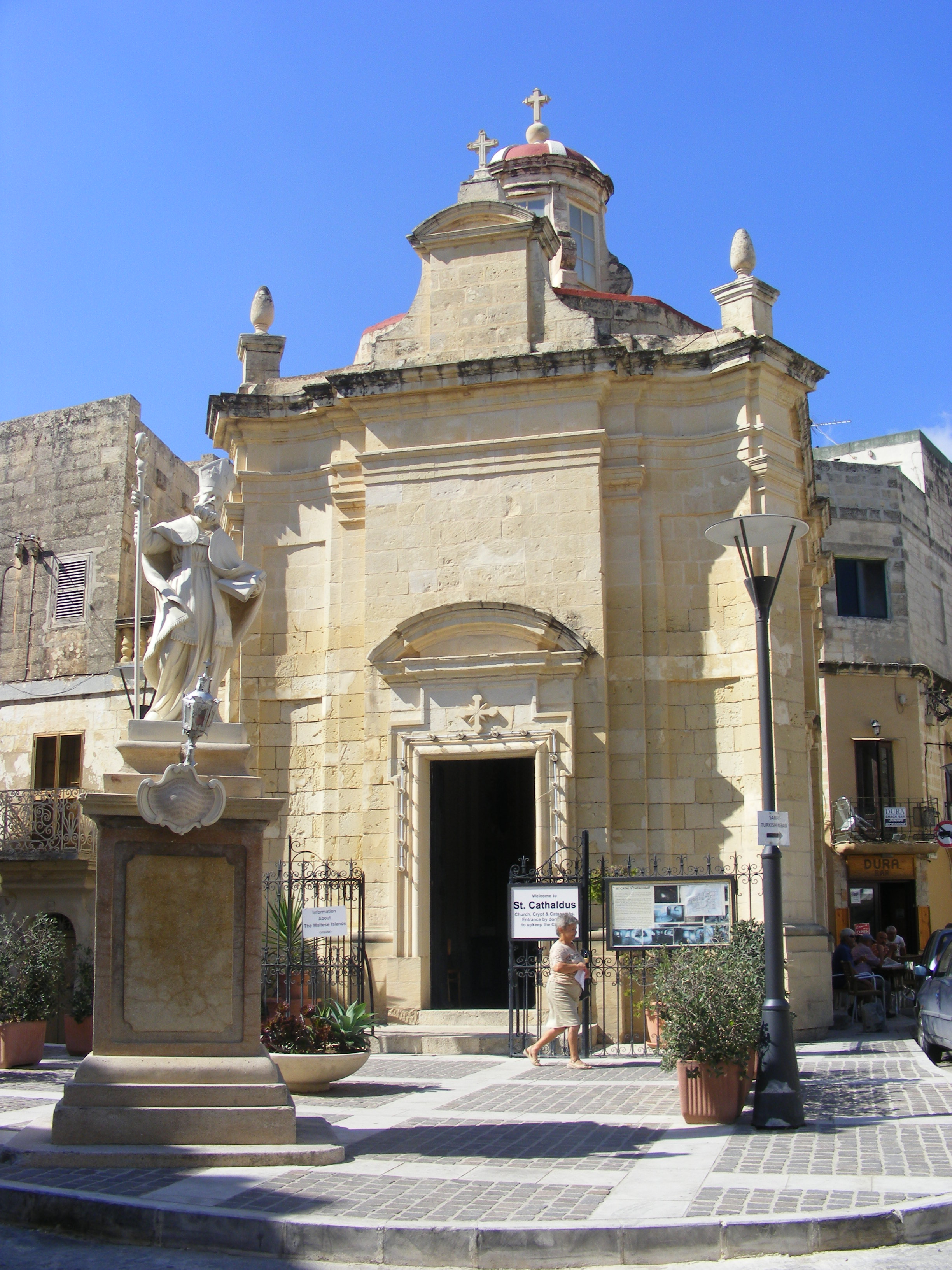
La Iglesia de San Català en Rabat fue utilizada para las víctimas de la peste. Por esta razón se llamaba chiesa infetta.

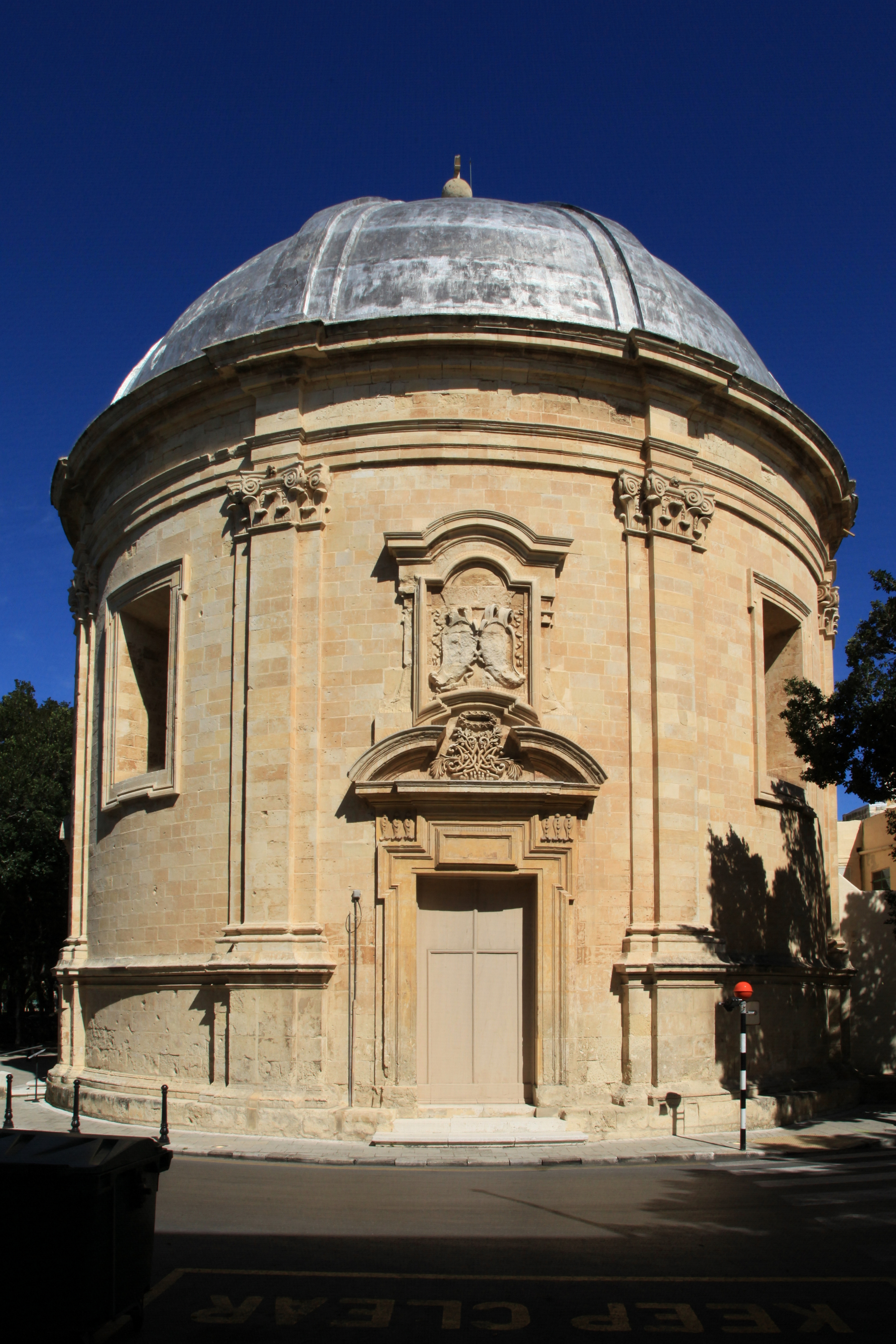
La Iglesia de Sarria, construida como acción de gracias después del fin de la plaga.

Durante la epidemia, los fallecidos generalmente no estaban enterrados en iglesias como era la práctica común en ese momento. Los entierros se llevaron a cabo en varios lugares, particularmente en cementerios extramuros especialmente establecidos, alrededor de fortificaciones o iglesias abandonadas. Los habitantes de La Valeta fueron enterrados en un cementerio en el Isolotto (ahora conocido como Isla Manoel), mientras que los de Cospicua y Senglea fueron enterrados en cementerios fuera de las fortificaciones de las ciudades. Los fallecidos de Birgu fueron enterrados en Il-Hisieli. La gente también fue enterrada en un cementerio en Cospicua conocido como Iċ-Ċimiterju tal-Infetti (Cementerio de Enfermedades Infecciosas), que todavía existe hoy en día.
Los fallecidos de Birkirkara, Gudja y Qormi fueron enterrados en cementerios de aldeas, mientras que los de Żurrieq, Kirkop, Rabat, Mosta, Bubaqra y Attard fueron enterrados en iglesias, en su mayoría en desuso.

### Creencias religiosas
Hubo un resurgimiento religioso durante la epidemia, lo que resultó en la veneración del Santísimo Sacramento y reliquias. Había una devoción particular a los santos patronos de los infectados por la peste como San Roque y San Sebastián, y también a otros santos como la Virgen, Santa Rosalía, San Nicolás y Santa Ana. El historiador Bartholomeo dal Pozzo atribuyó la epidemia como una retribución divina contra la población por sus pecados.
Una serie de nichos e iglesias fueron construidos para dar gracias por los sobrevivientes de la plaga, incluyendo la Iglesia sarria en Floriana, que fue reconstruida por la Orden después de un voto hecho durante la epidemia. Este edificio fue diseñado por Mattia Preti, que estaba en Malta en el momento de la epidemia y sobrevivió quedándose en Żurrieq.

## Legado
Después de que la epidemia de peste terminó, se intentó mejorar la enseñanza médica en Malta. El 19 de octubre de 1676, Cotoner nombró a Giuseppe Zammit como lettore en anatomía y cirugía en la Sacra Infermeria. Esta formalización de la formación médica se considera el predecesor de la facultad de medicina de la Universidad de Malta.
Las costumbres tradicionales de luto de los malteses parecen haber cambiado como resultado de la plaga de 1676. Antes de la epidemia, los períodos de luto durarían uno o dos años, y tres días después de la muerte de una persona no se encendería ningún fuego en la cocina de la casa del fallecido. Las mujeres no salían durante cuarenta días, mientras que los hombres salían sin afeitar después de ocho días. Estos no pudieron ser practicados durante la epidemia, y fueron abandonados en favor de vestir de negro.
Después del brote, se adoptaron cuarentenas y desinfecciones de correo en Malta. El siguiente brote importante de peste en las Islas Maltesas ocurrió en 1813-14.

### Obras médica y literarias
En 1677, Laurentius Haseiah (o Hasciac) publicó De postrema Melitensi lue praxis historica en Palermo. Este fue un estudio de la peste que registró la epidemia de 1675-76 y la llamó "la peor epidemia registrada", y fue el primer trabajo médico publicado por un maltés.
Don Melchiore Giacinto Calarco de Licata, Sicilia escribió un poema llamado Melpomene idillio nella peste di Malta sobre la epidemia de 1676 en Malta. Está dedicado al caballero español Fra Don Ernaldo Mox, y fue publicado en Catania en 1677.